# Dante Trilogie
De Dante Trilogie is balletmuziek gecomponeerd door de Amerikaanse componist Charles Wuorinen. Het ballet is losjes gebaseerd op De goddelijke komedie van Dante Alighieri en bestaat in drie versies: voor piano vierhandig, voor kamermuziekensemble en voor orkest.

## Muziek
Wuorinen is een componist die schrijft in een haast "theoretische" stijl: niet de muziek is belangrijk maar de gedachte daarachter. Ook dit werk lijkt als los zand aan elkaar te hangen. Voor wie niet weet dat het voor ballet is gecomponeerd, is het niet te volgen. Door de verbrokkeling is het moeilijk vast te stellen of thema’s uit het begin later terugkomen of verder worden ontwikkeld. Realiseert men zich dat het geschreven is voor ballet, dan valt de muziek op zijn plaats. Het is eigenlijk niet "geschreven voor ballet": de muziek is ballet. Het gaat dan wel om het vrije ballet van de laatste helft van de 20e eeuw. De muziek draait, keert, maakt pirouettes, is fragiel, dan weer heftig, remt af, versnelt, heeft crescendo, decrescendo en dat alles zonder muzikale aanleiding. De oplossing van akkoorden of ritmes uit de klassieke muziek is volledig afwezig, terwijl dat niet stoort.

### Delen
De compositie is net als Dantes boek verdeeld in drieën. De delen zijn (behalve deel 3) weer onderverdeeld en zelfs in die secties is soms een onderverdeling aangegeven:
1. The Mission of Virgil (gelijk aan Inferno)
  1. Prelude
  2. Flight from the three beasts
  3. The mission of Virgil
  4. Limbo (They enter Limbo – Poets – Warriors – Philosophers – Leaving Limbo)
  5. Paolo and Francesca (arrival – the story- departure)
  6. Monsters of prime (Geryon – Nimrod – Antacus)
  7. Satan
  8. Journey through the center
2. The Great Procession (Purgatorio)
  1. The seven lights (incl. refrain)
  2. The elders
  3. The Chariot (incl. refrain)
  4. The griffin (incl. refrain)
  5. The seven virtues (incl. refrain)
  6. The departure (incl. refrain)
  7. The Unveiling
3. The River of Light

## Samenstelling ensemble

### Samenstelling kamermuziekversie
The Mission of Virgil is in de kamermuziekversie gecomponeerd voor twee piano's; The Great Procession voor zes instrumenten (dwarsfluit/piccolo, viool, klarinet/basklarinet, cello, percussie en piano) en The River of Light voor dertien instrumenten (fluit/piccolo, hobo, klarinet/basklarinet, percussie (3x), harp, piano, celesta, viool, altviool, cello en contrabas). Het werk is geschreven voor het New York City Ballet met choreograaf Peter Martins. De kamermuziekversie van het middendeel is gecomponeerd voor het New York New Music Ensemble.

### Samenstelling orkestversie
- The Mission of Virgil:3 dwarsfluiten (piccolo), 2 hobo's, 3 klarinetten (basklarinet), 2 fagotten, 4 hoorns, 2 trompetten, 3 trombones, 1 tuba, triangel, 3 pauken, piano, harp en strijkers.
- The Great Procession: 3 dwarsfluiten (piccolo), 2 hobo's, 2 althobo's, 3 klarinetten, (basklarinet), 2 fagotten, 4 hoorns, 2 trompetten, 3 trombones, 1 tuba, triangel, 3 pauken, piano, harp en strijkers.
- The River of Light: idem.

## Bron en discografie
- Uitgave Naxos; The Group for Contemporary Music (kamermuziekversie).